# Папетти, Андреа
Андреа Папетти (итал. Andrea Papetti; родился 3 апреля 2001) — итальянский футболист,  защитник клуба «Брешиа».

## Клубная карьера
Воспитанник футбольной академии «Брешии». 9 марта 2020 года дебютировал в основном составе клуба в матче итальянской Серии A против «Сассуоло». 5 июля 2020 года забил свой первый гол за «Брешию» после передачи от Сандро Тонали в матче Серии A против клуба «Эллас Верона».

## Карьера в сборной
В августе 2020 года получил вызов в сборную Италии до 20 лет.